# Nuovo Ermitage
Il Nuovo Ermitage fa parte del complesso architettonico dell'Ermitage di San Pietroburgo. È l'unico edificio del complesso che non si affaccia sul Lungoneva del Palazzo; è anche il primo edificio costruito in Russia espressamente per essere sede di un museo. Il suo portico d'ingresso con i suoi dieci Telamoni è famoso in tutta Europa. Ha il prospetto su via Millionnaïa, una strada parallela alla Neva.

## Storia

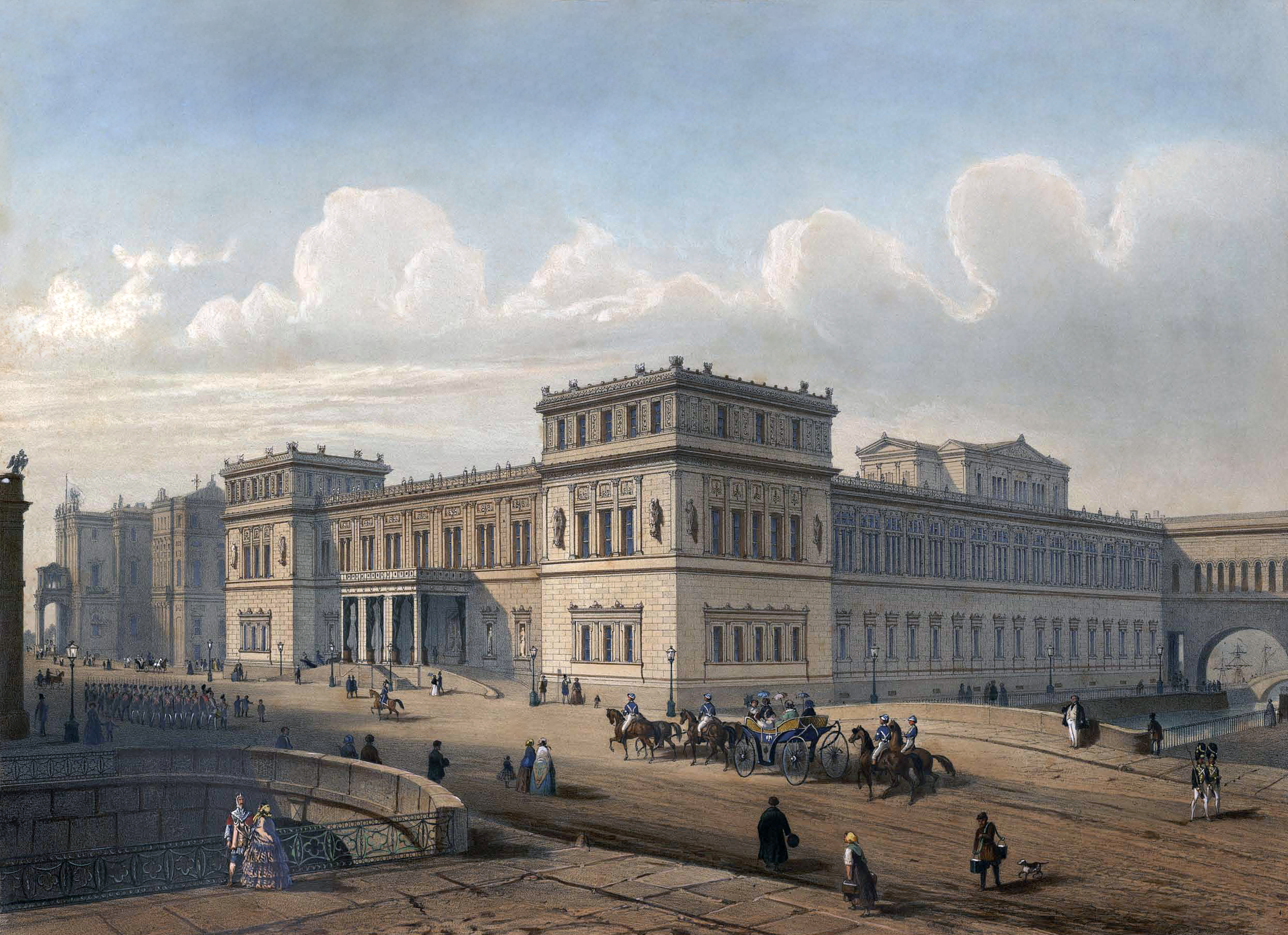
Il Nuovo Ermitage nel XIX secolo.

Nel 1762 Caterina II commissionò a Jean-Baptiste Michel Vallin de La Mothe un edificio per ospitare le sue collezioni, chiamato Piccolo Ermitage, ma già prima del suo completamento, nel 1775, divenne evidente che non sarebbe stato sufficiente ad accogliere tutte le collezioni. Si decise quindi di costruire un nuovo Ermitage, ora chiamato Grande Ermitage. I lavori iniziarono nel 1787 e continuarono sotto il regno di Alessandro I. L'architetto imperiale Ludwig Charlemagne fece un giro di ispezione nel 1835 e decise che per le condizioni di conservazione era necessario costruire un altro edificio. Questa decisione divenne più urgente dopo l'incendio al Palazzo d'Inverno del 1837.
Nello stesso anno, durante una visita a Monaco di Baviera, l'imperatore Nicola I decise di coinvolgere nel progetto l'architetto tedesco Leo von Klenze, la cui fama era allora in ascesa per gli edifici neoclassici da lui progettati nella capitale bavarese. Klenze si trattenne per quattro mesi a San Pietroburgo rimanendo colpito dalle proporzioni della città, e concepì un progetto altrettanto grandioso: un edificio a due piani, a pianta quadrangolare, con due cortili e quattro facciate anteriori. La facciata settentrionale sarebbe stata rivolta verso la Neva e avrebbe avuto due ingressi, decorati da portici sorretti da cariatidi.
I lavori veri e propri iniziarono nel 1842, seguendo i progetti di Klenze (intanto rientrato in Baviera), e diretti da Vasilij Petrovič Stasov e, dopo la sua morte nel 1848, da Nikolai Efimov. Furono completati alla fine del 1851 e gli straordinari Telamoni del portico d'ingresso sono opera dello scultore Alexandre Terebeniov, ispirati al telamone di Agrigento, sui disegni di Klenze. Sono scolpiti nel granito. Il Nuovo Ermitage venne solennemente inaugurato il 5 febbraio 1852 e aperto al pubblico.

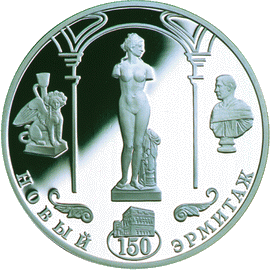
Moneta da 3 rubli della Banca di Russia per il 150° anniversario del Nuovo Hermitage (2002).

## Descrizione

### Portico

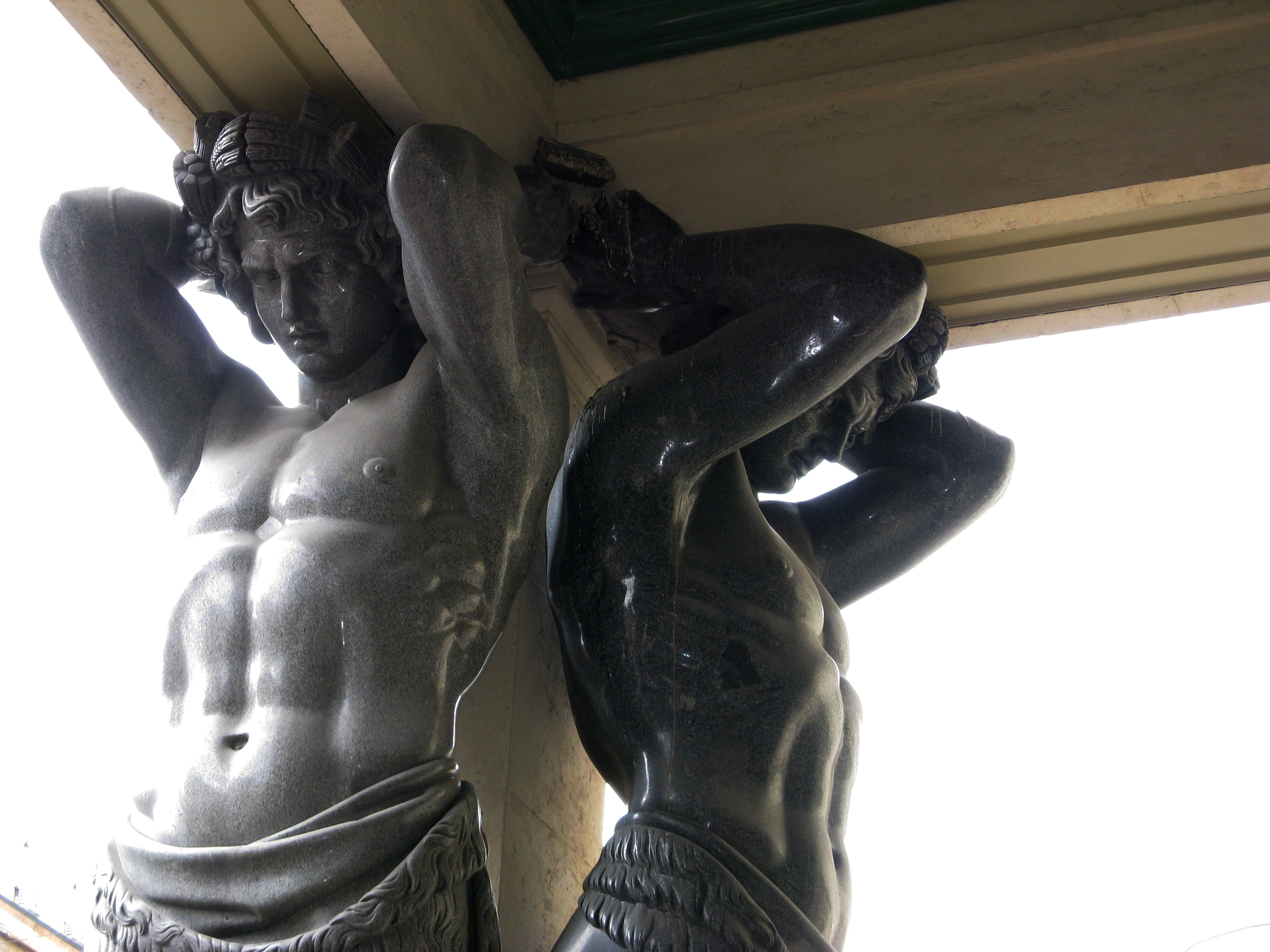
Particolare di un Telamone

I Telamoni dovevano essere, nei progetti di Klenze, cariatidi, ma il progetto di Alexander Terebeniov, del 1846, prevedeva Telamoni di dimensioni gigantesche. Centocinquanta operai impiegarono due anni per scolpire le statue, agli ordini di Terebeniov. Ognuno aveva la sua parte da realizzare: mani, braccia, torsi, eccetera. Terebeniov era responsabile soltanto della scultura delle teste. Le statue furono pronte il 1º settembre 1848. Sono realizzate in granito grigio di Serdobol (in Carelia) e poggiano su basi di granito rapakivi. Le colonne del balcone, i fregi e i piloni sono in pietra calcarea ad imitazione del marmo.
Fino agli anni 1920 l'ingresso al Museo dell'Ermitage si trovava qui.

### Interni
Anche gli interni furono interamente progettati da Klenze, riproducendo diversi stili pompeiani. I mobili originali di tutte le sale del museo, gli armadi e le teche furono realizzati da artigiani russi sempre su disegno di Klenze e sempre in stile pompeiano.
Al piano terra dell'edificio si trovano due sale, in origine destinate alla scultura contemporanea: la sala più grande, con pareti verde chiaro e medaglioni in stucco con profili di Canova, Michelangelo, Thorvaldsen, Rauch e Martos era destinata alle opere di maestri dell'Europa occidentale. La sala più piccola, con medaglioni di Klodt, Vitali, Pimenov, Kozlovskij, Demut-Malinovskij e Orlovskyij, era destinata alla scultura russa, che però non vi fu collocata. La selezione delle statue e dei gruppi fu effettuata personalmente dall'imperatore Nicola I. Nel 1857 le opere delle due sale furono dapprima riunite, per poi essere trasferite altrove.

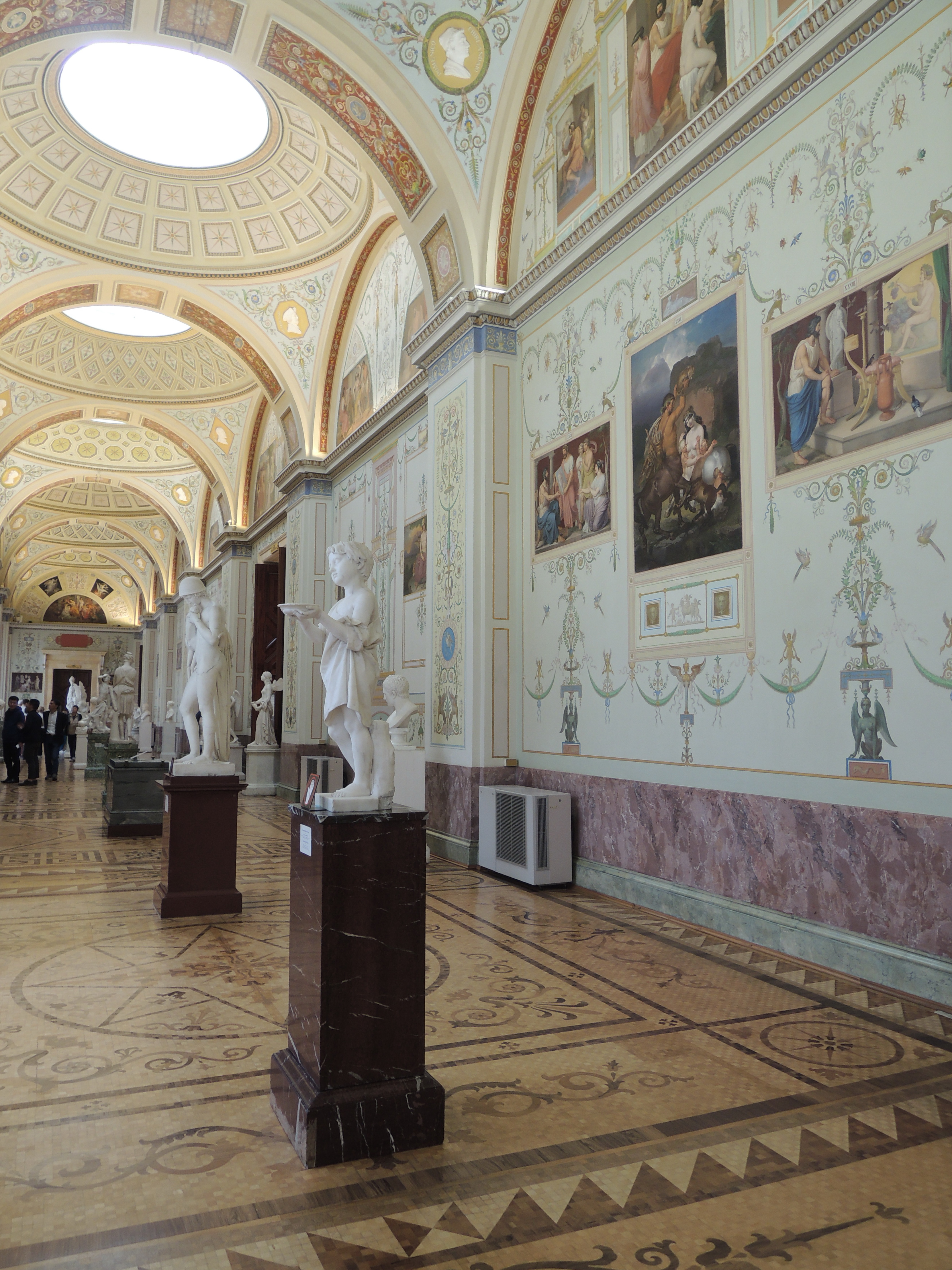
La Galleria di storia della pittura antica

Al secondo piano si trova la Galleria di storia della pittura antica, ideata da Klenze e affrescata su bozzetti di Johann Georg Hiltensperger: si caratterizza come una storia illustrata della pittura antica, greca e romana, desunta principalmente da quanto scritto da Plinio il Vecchio nella Naturalis historia.

## Galleria d'immagini

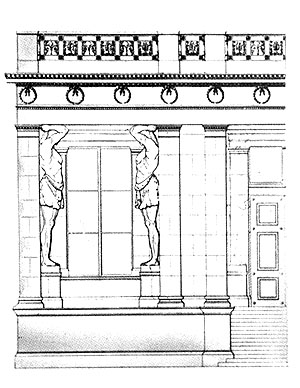
Progetto per il portico del Nuovo Ermitage, 1843
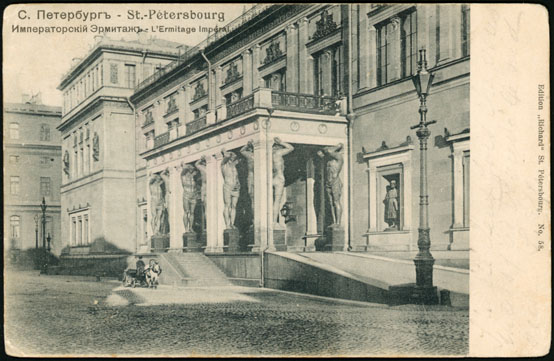
Vecchia cartolina
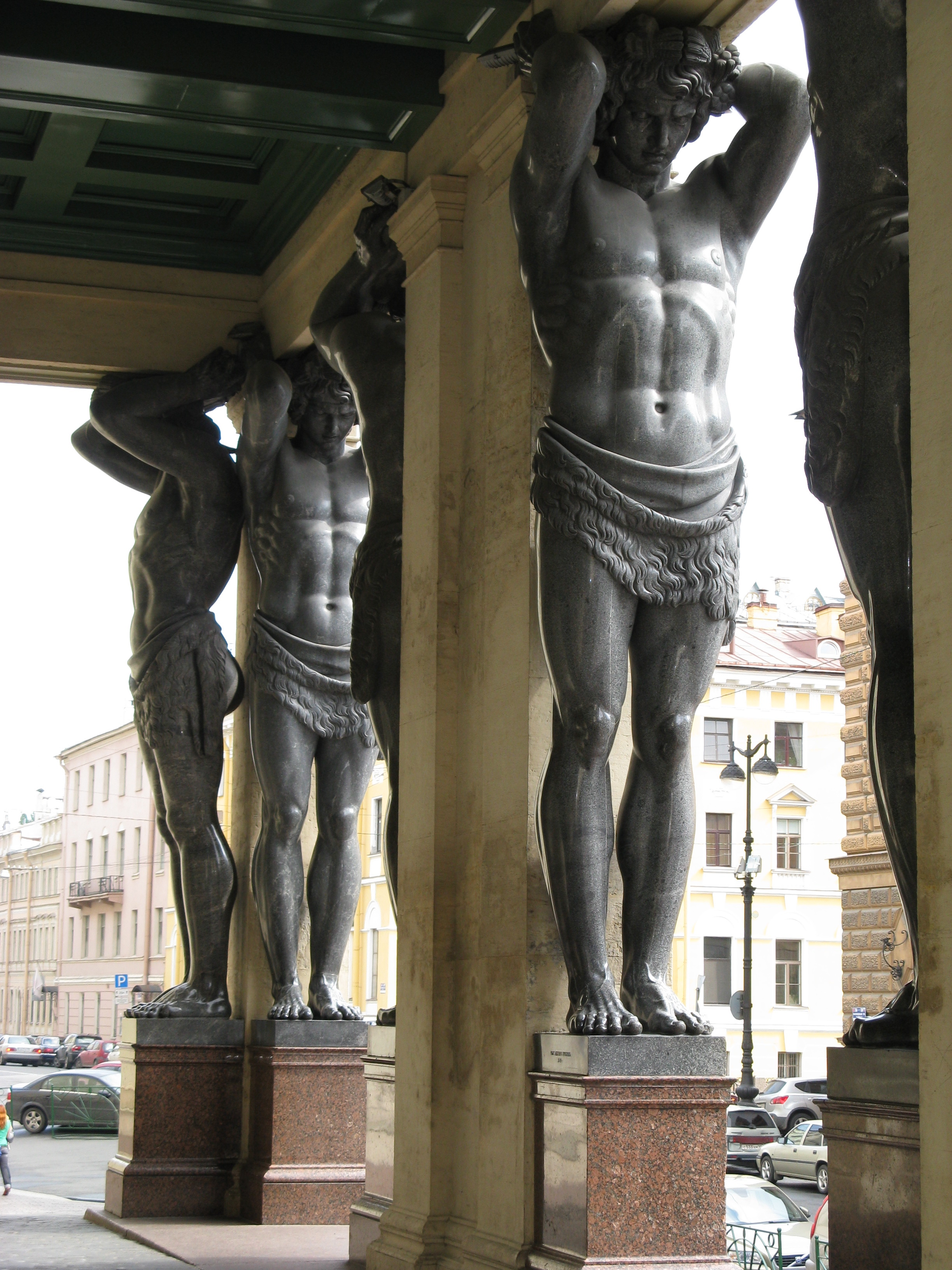
Telamoni, scolpiti nel granito, di Alexandre Terebeniov